# 상지은니대반야바라밀다경 권305
상지은니대반야바라밀다경 권305(橡紙銀泥大般若波羅蜜多經 卷三百五)은 서울특별시 관악구 호림박물관에 있는 고려시대의 필사본 사경이다. 1991년 12월 16일 대한민국의 보물 제1101호로 지정되었다.

## 개요
대반야바라밀다경은 줄여서 ‘대반야경’이라고도 부르기도 하며, 존재물 자체에는 실체가 없으므로 집착하는 마음을 갖지 말라는 공(空)사상을 주요사상으로 하고 있다. 당나라 현장(玄장)이 번역한 것으로 전권은 600권이다.
이 경은 대반야경 600권 가운데 권 제305로, 불모품(佛母品)의 처음부분에 해당된다. 갈색의 종이에 은색으로 글씨를 썼으며, 병풍처럼 펼쳐서 볼 수 있는 형태로 되어 있고, 크기는 세로 30.9cm, 가로 11.6cm이다.
은색의 화려한 꽃무늬가 장식된 표지에는 제목이 금색으로 쓰여져 있으며, 그 뒤로 본문이 은색으로 쓰여져 있다. 제목 아래에 천자문의 한자인 ‘조(調)’가 표시되어 있어, 개개의 경전을 천자문의 순서에 따라 만든 대장경 가운데 하나로 보인다.
이 경은 기림사의『상지은니대반야경』권210(보물 959-1호)과 비교해 보면 표지 문양과 본문 글씨가 동일하여 같은 시기인 14세기 중엽에 만들어진 것으로 추정된다.

## 같이 보기
- 상지은니대반야경 권210 (보물 959-1호)

## 참고 자료
- 상지은니대반야바라밀다경 권305 - 국가유산청 국가유산포털